# Phil Cayzer
Philip "Phil" Arthur Cayzer (født 13. maj 1922, død 15. juli 2015) var en australsk roer.
Cayzer var med til ved Commonwealth Games 1950 at vinde guld i otteren.
Cayzer var også en del af den australske otter, der deltog i OL 1952 i Helsinki. Den øvrige besætning i båden bestod af Dave Anderson, Bob Tinning, Ernest Chapman, Geoff Williamson, Geoff Williamson, Mervyn Finlay, Edward Pain og styrmand Tom Chessell. Australierne blev nummer to i deres indledende heat, nummer tre i semifinalen, hvorpå de sikrede sig adgang til finalen med sejr i semifinaleopsamlingsheatet. I finalen var den amerikanske båd overlegne og vandt guld foran Sovjetunionen, mens australierne vandt bronze.
I 1953 blev han alvorligt kvæstet i en bilulykke, men han kom sig dog så meget, at han kunne genoptage rokarrieren. Han var egentlig uddannet laborant, men gik senere ind i forretningslivet. Desuden blev han rotræner og var i den egenskab med til OL 1964. Han blev tildelt Order of Australia-medaljen for sin indsats inden for australsk roning.

## OL-medaljer
- 1952:  Bronze i otter